# Image Warping
Warping (von englisch warp = verformen, verzerren) von Bildern gehört in der Computergrafik zu den bildbasierten Techniken. Falls zu einem Bild die dazugehörigen Tiefenwerte existieren, ist es mittels der Warping-Gleichung möglich, das Bild von einem anderen Blickpunkt zu betrachten. Das Verfahren ist echtzeitfähig, bringt jedoch einige Artefakte wie beispielsweise Aufdeck- oder Verdeckungsfehler mit sich.

## Fehler
- Verdeckungsfehler: Bildbereiche, die ursprünglich durch Objekte verdeckt waren, sind in der neuen Perspektive unter Umständen sichtbar, können aber auf Grund fehlender Informationen nicht richtig dargestellt werden.
- Aufdeckfehler: Ähnlich wie bei den Verdeckungsfehlern können hier beispielsweise Rückseiten des Objekts sichtbar werden, die auch nicht korrekt dargestellt werden.
- Externer Aufdeckfehler: Objekte und Szenenbereiche, die sich außerhalb des Bildes befanden, können ins Bild gelangen. Diese werden ebenfalls nicht dargestellt.